# Angelika Beblo
Angelika Beblo (* 11. März 1961 in Saarbrücken) ist eine ehemalige deutsche Ruderin. 

## Sportliche Karriere
Angelika Beblo ruderte für den Ruderverein Saarbrücken. Beim Deutschen Meisterschaftsrudern ruderte sie 1980 zusammen mit Karin Hellbrück im Zweier ohne Steuerfrau zum Sieg. 1982 wurde sie Meisterin im Doppelvierer. Im Vierer mit Steuerfrau gewann Beblo den Meistertitel 1984.
Beblos internationale Karriere begann bei den Junioren-Weltmeisterschaften 1978, als sie Vierte im Vierer mit Steuermann wurde, ein Jahr später erreichte sie in der gleichen Bootsklasse den zweiten Platz. Bei den Weltmeisterschaften 1982 wurde Beblo Neunte mit dem Doppelvierer. Im Jahr darauf bei den Weltmeisterschaften 1983 in Duisburg wurde sie Siebte im Achter. 1984 bei den Olympischen Spielen 1984 in Los Angeles erreichten Heike Neu, Sabine Hinkelmann, Kerstin Rehders, Angelika Beblo und Steuerfrau Heidrun Barth den sechsten Platz im Vierer. Alle Crewmitglieder ruderten auch im deutschen Achter, der ebenfalls den sechsten Platz belegte.